# Disenå
Disenå er et byområde i Sør-Odal kommune i Innlandet. Området har 299 indbyggere per 1. januar 2009, og ligger 6,5 kilometer fra administrationscenteret Skarnes. Disenå ligger ved stedet hvor Sæteråa løber ud i Glåma.
På nordsiden af Glåma, lige overfor Disenå, ligger Ullern kirke.
Riksvei 175 og Kongsvingerbanen går gennem Disenå. I syd ligger bygden Seterstøa i Nes kommune.
Hvert år arrangeres musikfestivalen Audunbakkenfestivalen i Disenå.